# Michael Gienger

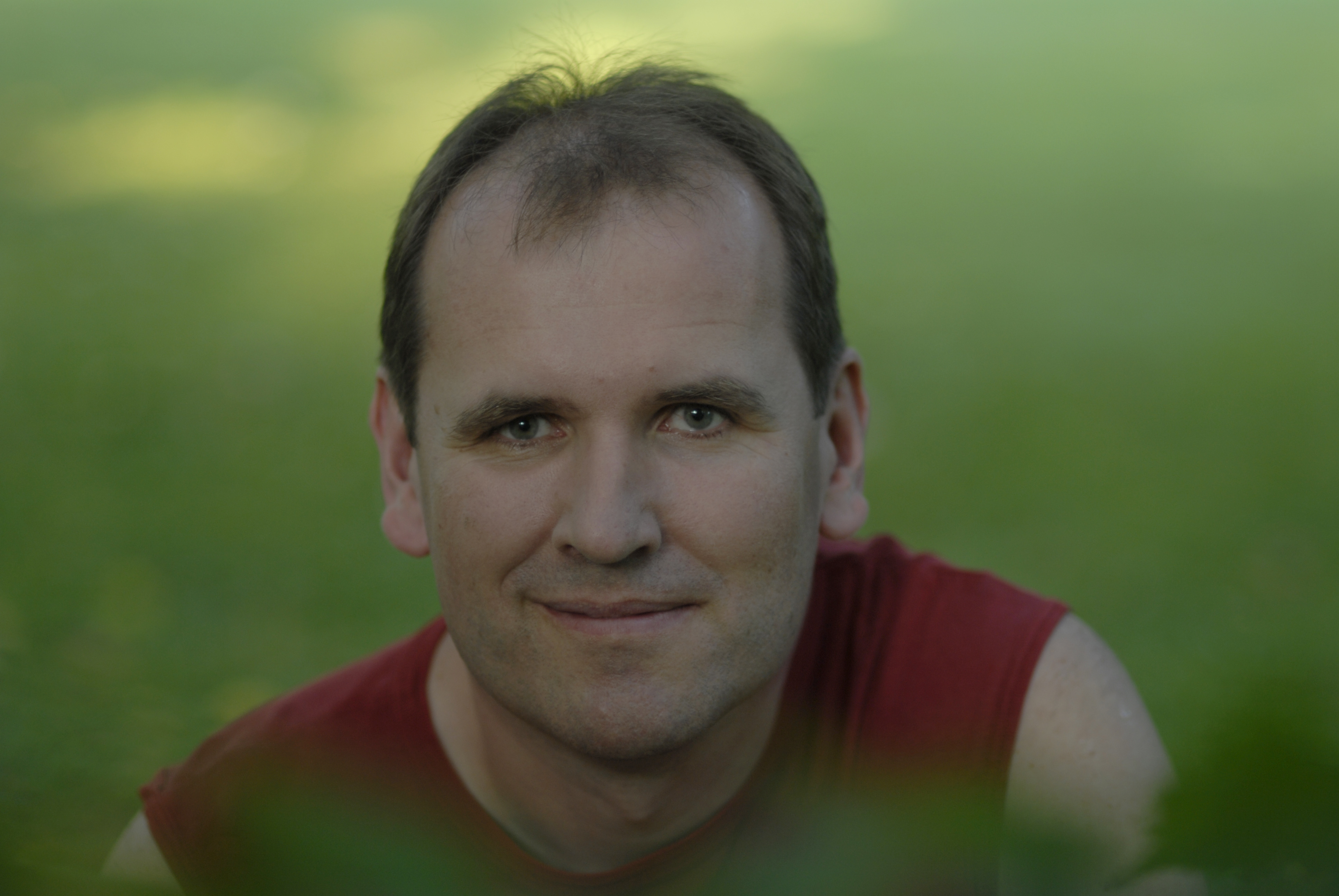

Michael Gienger (* 20. Mai 1964 in Nürtingen; † 16. November 2014) war ein deutscher Mineralienhändler, Autor, Seminarleiter und Vertreter der pseudowissenschaftlichen Steinheilkunde.

## Frühe Jahre
Im Jahr 1984 begann Michael Gienger eine Ausbildung in Shiatsu, welche sein Interesse an alternativen Heilmethoden und spirituellen Traditionen weckte. Nach einer schamanischen Lehrzeit konzentrierte er sich verstärkt auf die sogenannte Steinheilkunde.
Angeregt durch einen Homöopathen der Heilpraktikerschule Stuttgart, gründete Gienger 1989 die „Forschungsgruppe Steinheilkunde“.

## Beruf und Forschung
1990 gründete Gienger zusammen mit seiner künftigen Frau Anja und Barbara Newerla einen Mineraliengroßhandel. Dies markierte den Beginn seines beruflichen Engagements in der Welt der Steinheilkunde. Während seiner Zeit in der Leitung des Mineraliengroßhandels begann er Publikationen über „Heilsteine“ zu veröffentlichen und gewann dadurch an Bekanntheit in der alternativen Heilszene.  Er begann, Schülergruppen und Seminare zu leiten, um seine Vorstellungen und seine "Erfahrung" weiterzugeben. Von 1994 bis 1996 fand die erste Ausbildungsgruppe zur Steinheilkunde statt.
In den folgenden Jahren intensivierte Gienger seine „Forschung“ und Arbeit in der Steinheilkunde. 1995 gründete er den Verein „Steinheilkunde e.V.“ und beteiligte sich aktiv am Projekt Mineralien in der Heilkunde, das darauf abzielte, die Verbindung zwischen Erfahrungsheilkunde und Wissenschaft zu fördern. Gleichzeitig steigerte er die Publikation von Büchern und Kartenprojekten über Heilsteine.

## Engagement
Im Jahr 2009 war Gienger Mitgründer des Vereins „Fair Trade Minerals & Gems e.V.“, der Verbesserungen im Edelstein- und Mineralienhandel anstrebt.

## Vermächtnis und Tod
Michael Gienger verstarb nach kurzer schwerer Krankheit am 16. November 2014 im Alter von nur 50 Jahren. Er hinterließ seine Frau und zwei Kinder.

## Werk
- Die Steinheilkunde (1995, Neue Erde Verlag)[5]
  - Übersetzungen: Italienisch, Englisch, Französisch, Niederländisch, Spanisch, Ungarisch
- Lexikon der Heilsteine (1997, Osterholz Verlag)
- Heilsteine der Hildegard von Bingen[6] (1997, Mosaik Verlag)
  - Übersetzungen: Französisch, Chinesisch
- Die Heilsteine-Hausapotheke[7] (1999, Neue Erde)
  - Übersetzungen: Tschechisch, Französisch, Dänisch, Englisch, Estnisch, Litauisch, Ungarisch, Spanisch
- Stein und Blüte mit Luna Miesala Sellin (1999, Neue Erde)
- Die Edelsteinuhr (2001, Neue Erde)
- Salz – Nahrungsmittel, Heilmittel oder Gift? mit Gisela Glaser (2003, Neue Erde)
  - Übersetzung: Italienisch
- Heilsteine 430 Steine von A-Z (2003, Neue Erde Verlag)
  - Übersetzungen: Italienisch, Tschechisch, Englisch, Französisch, Ungarisch, Niederländisch, Spanisch
- Edelsteinmassagen mit Beiträgen verschiedener Autoren (2004, Neue Erde)
- Steinheilkunde. Neue Erkenntnisse zu alten Weisheiten (2004, Neue Erde)
- Gutes Wasser mit Josef Zerluth (2004, Neue Erde)
  - Übersetzung: Französisch
- Die individuelle Therapie Strebel (2005, AT Verlag)
- Steinheilkunde-Karten mit Ursula Dombrowsky (2005, Neue Erde Verlag)
- Die Steinheilkunde – 15. Aufl.,Jubiläumsausg (2005, NeueErde)
- Schönheit durch berühren (2006, Neue Erde)
- Edelsteinwasser[8] mit Joachim Goebel (2006, Neue Erde)
  - Übersetzung: Niederländisch
- Die Joya-Massagen[9] mit Ulrich Metz (2006, Neue Erde)
- Aurum manus von Ricky Welch (2006, Neue Erde)
- Heilsteine der Organuhr mit Wolfgang Maier (2007, Neue Erde)
  - Übersetzungen: Englisch, Ungarisch, Deutsch, Französisch, Dänisch
- Wassersteine[10] mit Joachim Goebel (2007, Neue Erde)
  - Übersetzungen: Englisch, Tschechisch, Ungarisch, Italienisch, Spanisch, Niederländisch
- Edelstein-Heilketten (2007, Neue Erde)
- Reinigen – Aufladen – Schützen[11] (2008, Neue Erde)
  - Übersetzungen: Englisch, Ungarisch, Spanisch
- Joya. – Jeder kann massieren mit Ulrich Metz (2008, Neue Erde)
  - Übersetzungen: Tschechisch, Französisch
- Wesen und Wirken der Kristalle herausgegeben von Anja und Michael Gienger (2009, Neue Erde)
- Heilsteine von A-Z interaktive CD-ROM mit Hermann Dunkel (2009, Neue Erde Verlag)
- Welcher Heilstein ist das? (2009, Kosmos)
- Neuauflage: Heilsteine der Organuhr (2010, Knaur-Taschenbuch-Verlag)
- Die Heilsteine Taschenapotheke[12] (2011, Neue Erde)
- Wellness-Steine (2012)
- Die Heilsteine Taschenapotheke[13] (2012, Neue Erde Verlag)
  - Übersetzungen: Englisch, Italienisch
- Das Neue Lexikon der Heilsteine[14] (2013, Neue Erde)
- Ein Stein für jeden Anlaß: Der passende Stein für Geburtstag, Taufe, Jubiläum und viele andere Anlässe (2013)
  - Übersetzungen: Englisch, Niederländisch
- Heilsteine – ihre Kraft und Wirkung kennen und nutzen (2013, Kosmos)